# Campeonato Russo de Futebol de 2000 - Segunda Divisão
O Campeonato Russo de Futebol - Segunda Divisão de 2013 foi o nono torneio desta competição. Participaram quarenta equipes. O nome do campeonato era "Primeira devastação " (Perváia Divizion), dado que a primeira divisão era a "Divisão Máxima "(Máxhma Divizion). O campeão e o vice são promovidos e dez são rebaixados para a quarta divisão.
Participações :
| Equipe                          | Cidade       | Região                 | No ano anterior                                                    | Estádio                     | Capacidade | Títulos                 | Participações |
| ------------------------------- | ------------ | ---------------------- | ------------------------------------------------------------------ | --------------------------- | ---------- | ----------------------- | ------------- |
| PFK Sokol Saratov               | Saratov      | Oblast de Saratov      | Terceiro Lugar                                                     | Estádio Lokomotiv           | 15.000     | 0 (não possui)          | 9             |
| FC Lokomotiv Chita              | Chita        | Oblast de Chita        | Décimo Lugar                                                       | Estádio Lokomotiv           | 12.500     | 0 (não possui)          | 9             |
| FC Lokomotiv São Petersburgo    | Tsentralny   | São Petersburgo        | Décimo Sexto Lugar                                                 | Estádio Kirov               | 100.000    | 0 (não possui)          | 6             |
| FC Gazovik Ijevsk               | Ijevsk       | Udmúrtia               | Oitavo Lugar                                                       | Estádio Central Republicano | 19.200     | 0 (não possui)          | 6             |
| PFC Spartak Nalchik             | Nalchik      | Cabárdia-Balcária      | Décimo Terceiro Lugar                                              | Estádio Spartak             | 14.400     | 0 (não possui)          | 7             |
| FC Metallurg Lipetsk            | Lipetsk      | Oblast de Lipetsk      | Décimo Quinto Lugar                                                | Estádio Metallurg           | 14.000     | 0 (não possui)          | 6             |
| FC Kristall Smolensk            | Smolensk     | Oblast de Smolensk     | Décimo Primeiro Lugar                                              | Estádio Spartak             | 12.500     | 0 (não possui)          | 4             |
| FC Arsenal Tula                 | Tula         | Oblast de Tula         | Nono Lugar                                                         | Estádio Arsenal             | 20.048     | 0 (não possui)          | 3             |
| FC Rubin Kazan                  | Cazã         | Tartaristão            | Sétimo Lugar                                                       | Estádio Central de Cazã     | 28.500     | 0 (não possui)          | 5             |
| FC Tom Tomsk                    | Tomsk        | Oblast de Tomsk        | Décimo Segundo Lugar                                               | Estádio Trud                | 15.000     | 0 (não possui)          | 5             |
| FC Torpedo ZIL de Moscovo       | Danilovsky   | Moscovo                | Quarto Lugar                                                       | Estádio Eduard Streltsov    | 14.274     | 0 (não possui)          | 2             |
| FC Volgar Gazprom Astracã       | Astracã      | Oblast de Astracã      | Décimo Sétimo Lugar                                                | Estádio Central             | 21.500     | 0 (não possui)          | 2             |
| FC Amkar Perm                   | Perm         | Oblast de Perm         | Sexto Lugar                                                        | Estádio Zvezda              | 19.500     | 0 (não possui)          | 2             |
| FC Metallurg Krasnoyarsk        | Krasnoyarsk  | Krai de Krasnoyarsk    | Décimo Quarto Lugar                                                | Estádio Central             | 22.500     | 0 (não possui)          | 4             |
| FC Baltika Kaliningrado         | Kaliningrado | Oblast de Kaliningrado | Quinto Lugar                                                       | Estádio Baltika             | 14.000     | 1 (1995)                | 6             |
| FC Spartak-Chukotka Moscovo     | Danilovsky   | Moscovo                | Acesso pelo Campeonato Russo de Futebol de 1999 - Terceira Divisão | Estádio Eduard Streltsov    | 14.274     | 0 (não possui)          | 1             |
| FC Lada Togliatti VAZ-Togliatti | Togliatti    | Oblast de Samara       | Acesso pelo Campeonato Russo de Futebol de 1999 - Terceira Divisão | Estádio Torpedo             | 18.000     | 1 (1993 (Zona Central)) | 5             |
| FC Nosta Novotroitsk            | Novotroitsk  | Oblast de Oremburgo    | Acesso pelo Campeonato Russo de Futebol de 1999 - Terceira Divisão | Estádio Metallurg           | 10.000     | 0 (não possui)          | 1             |
| FC Shinnik Iaroslavl            | Iaroslavl    | Oblast de Iaroslavl    | Rebaixado do Campeonato Russo de Futebol de 1999                   | Estádio Shinnik             | 22.000     | 0 (não possui)          | 4             |
| FC Jemtchujina                  | Sóchi        | Krai de Krasnodar      | Rebaixado do Campeonato Russo de Futebol de 1999                   | Estádio Central de Sóchi    | 12.500     | 1 (1992 Zona Oeste)     | 2             |

## Regulamento
O campeonato foi disputado no sistema de pontos corridos em turno e returno. Ao final, o campeão e o vice eram promovidos para o Campeonato Russo de Futebol de 2001 e cinco equipes eram rebaixadas diretamente para o Campeonato Russo de Futebol de 2001 - Terceira Divisão.

## Resultados do Campeonato
Sokol foi o campeão; junto com o vice, Torpedo-ZIL, foi promovido para a primeira divisão russa.

Nosta, Jemchujina, Spartak-Chukotka, Lokomotiv de São Petersburgo e Metallurg de Lipetsk foram rebaixados para a terceira divisão russa.

## Campeão
| Campeão Russo da Segunda Divisão de 2000 |
| ---------------------------------------- |
| PFK Sokol Saratov 1° Título              |